# Desmognathus folkertsi
Desmognathus folkertsi é uma espécie de salamandra da família Plethodontidae.
É endémica dos Estados Unidos da América.
Os seus habitats naturais são: florestas temporadas e rios.